# Ramón Esono Ebalé
Ramón Nse Esono Ebale (Micomeseng, 22 de noviembre de 1977) es un ilustrador, animador audiovisual, bloguero y autor de historieta ecuatoguineano. Firma con el pseudónimo de Jamón y Queso.
Autodidacta, recibió formación en dibujo en el Centro Cultural de España en Malabo. Ha ganado premios como el Regarde 9 del Festival del Cómic de Angulema y el de la revista África y Mediterráneo en Bolonia. En internet ha impulsado el webzine Las Locuras de Jamón y Queso y la emisora virtual Locos TV. Ha participado en la película Un día vi 10.000 elefantes y vivió exiliado en Paraguay y El Salvador.
En 2014 dibuja La pesadilla de Obi, novela gráfica financiada por la ONG EGJustice e inspirada y crítica con la figura de Teodoro Obiang, dictador de Guinea Ecuatorial. En septiembre de 2017 fue detenido por haber ilustrado el cómic y fue enviado a la prisión de Black Beach. En noviembre de ese año fue galardonado -en ausencia- con el Courage in Editorial Cartooning Award por Cartoonists Rights Network International (CRNI).

## Formación
Nacido en 1977 en Mikomeseng, residió de 1982 a 2010 en Malabo en donde se inició como artista: «desde muy joven decidió que lo suyo no eran los libros sino los lápices, los rotuladores y las pinturas de colores. No es capaz de recordar en que momento hizo su primer dibujo, pero debía ser todavía un niño cuando su padre le llevó a los cursos de arte que organizaba el por aquel entonces Centro Cultural Hispano-Guineano, dado el interés que mostraba el niño por la pintura y el dibujo. Desde entonces no ha soltado los rotuladores y éstos han sido su mejor herramienta de trabajo y de expresión. Y algo más, su arma de comunicación con él mismo y con el mundo que le rodea».
De formación autodidacta, «Ramón está revolucionando las posibilidades del cómic en Guinea Ecuatorial y ha creado su propia escuela» desarrollando su propio trazo, que expresa en webcómics, exposiciones en diferentes países y publicaciones, en los que predomina el compromiso con la realidad policía y social de su país y «exagera bastante y juega con elementos que no sólo evocan la política africana, sino también los tabúes africanos respecto a la homosexualidad y los travestidos».
Es, según José Naranjo, «probablemente el dibujante ecuatoguineano más brillante de su generación. Mordaz, descarado, hilarante, sin pelos en la lengua (¿o habría que decir en la pluma?), directo, hiriente a veces».
Ese sentido crítico le ha hecho merecedor de exhibición y estudio en "SubRosa: The Language of Resistance" (2013) por parte del Instituto de Investigación en Arte de la Universidad del Sur de Florida.
Pese a no estar adscrito a ningún partido, su tono comprometido, mordaz e incluso irreverente, le ha generado censuras, recurriendo incluso a publicar «globos sin palabras porque sus textos fueron censurados, y los llamó ‘Los asesinos de mi inteligencia’, e inventó también títulos polémicos para otros trabajos para darles fuerza a sus dibujos. Sus cómics son sin embargo bastante ‘elocuentes’ incluso sin texto». Así sus blogs han sido bloqueados reiteradamente, permaneció casi una década fuera de Guinea Ecuatorial, hasta su vuelta en 2017, en la que fue detenido y encarcelado en la Prisión Playa Negra, generándose una campaña de solidaridad a nivel internacional. El 27 de febrero se dio inicio al juicio contra Esono, falsamente acusado por falsificación y blanqueo de dinero. Previo al inicio del juicio, desde España el Partido Popular, el Partido Socialista Obrero Español, Unidos Podemos, Ciudadanos y el Partido Nacionalista Vasco pidieron al Gobierno Español que vigilase el juicio contra el artista. También siete ONG, entre ellas Human Rights Watch, condenaron el juicio y exigieron la absolución de Esono.
Sorpresivamente, en la primera sesión del juicio celebrada el 27 de febrero de 2018, la fiscalía retiró todos los cargos contra Esono al no hallar suficientes pruebas para inculparlo. El testigo de cargo, el cabo de la Policía Nacional Trifonio Nguema Owono Abang, no pudo sostener sus acusaciones ante el tribunal y reconoció que “cumplía órdenes” cuando acusaba a Esono Ebalé.
Sin embargo, las autoridades del país mantuvieron a Ramón Esono en prisión tras concluir el juicio, hecho denunciado por la ONG EGJustice. Finalmente se dictó el 6 de marzo la sentencia absolutoria, por lo que el artista fue liberado al día siguiente. Esono Ebalé declaró que salía de la cárcel “entre la felicidad y la rabia”.
Un mes después, denunció no contar con un pasaporte que le permitiera salir del país para reunirse con su familia, por lo que declaró que “La cárcel se ha vuelto un poco más grande”. Su situación fue denunciada por organizaciones como Human Rights Watch y Reporteros Sin Fronteras, quienes acusaron al gobierno ecuatoguineano de bloquear la salida de Esono Ebalé del país. El artista finalmente obtuvo el pasaporte para salir de Guinea Ecuatorial a fines de mayo de 2018. Salió del país el 27 de mayo. En junio, la ONG EGJustice publicó una carta de agradecimiento de Esono Ebalé. Tras su liberación, Esono manifestó su intención de publicar un cómic basado en su experiencia como recluso. Tras una breve estancia en España, se estableció nuevamente en El Salvador.
Ramón Esono proporcionó sus dibujos sobre la prisión de Black Beach al  monográfico Viajes dibujados publicado en España. También estrenó la muestra ‘Saberse un loco’ en la exposición ‘África Imprescindible’ de Pamplona.
En noviembre de 2018 Esono recibió el premio Veu Lliure del PEN Català (división catalana del PEN Club Internacional), galardón reservado a los autores perseguidos por su defensa de la libertad de expresión. Un mes después, realizó una exposición en la Estación de Provenza/Diagonal.
En enero de 2019 recibió el premio Couilles au Cul.
En abril de 2019 inauguró en el Museo de Arte de El Salvador la exposición “218 Giants”.

## Exposiciones
Ha expuesto, entre otros, en la Bienal Internacional de Curitiva (2015), en el Festival Internacional Cómics de Argelia - FIBDA (2009), en la Feria Internacional Arte Contemporáneo - ARCO (2010), en el Studio Museum of Harlem, Nueva York, en la sede de la Unión Africana, Addis Abeba, (2009) con motivo de la Celebración de los 50 años de Independencias Africanas, o en el Instituto Cervantes en Alcalá de Henares (2010), con motivo de su participación en el II Congreso de Literaturas Africanas en Español. Asimismo, también en Paraguay, El Salvador, Camerún, Mozambique, Guinea Ecuatorial y los Estados Unidos.
Con posterioridad a su excarcelamiento, se realizó en 2018 una exposición en su honor en el XXVIII Encuentro de Solidaridad de los Pueblos de África y Latinoamérica (ESPAL), celebrado en Santa Lucía de Tirajana.

## Publicaciones
Caricaturista en -entre otros- La Verdad, La Razón, La Gaceta de Guinea Ecuatorial, Hola, El Patio y Okume. Es igualmente articulista en diferentes blogs y webcómics.
- La pesadilla de Obi. EGJustice, 2015.
- Obi's Nightmare. EGJustice, 2014.
- Convergencias y divergencias: jefe, dele una oportunidad a su cerebro. Universidad de Alicante, 2010.
- Democraturas (catálogo de la exposición de dibujos de Ramon Esono en el Centro Cultural de España en El Salvador en abril de 2010).
- Un opositor en la finca. Centro Cultural de España en Malabo/Centro Cultural de España en Bata, 2010.
- Un mes sin Elo. Centro Cultural de España en Malabo, 2009.
- Guía de Sensibilización para Jóvenes contra la Trata de Mujeres con Fines de Explotación Sexual. Federación de Mujeres Progresistas, 2008.
- Los asesinos de mi inteligencia. Centro Cultural de España en Malabo/Centro Cultural de España en Bata, 2008.
- Para-Jaka!, primer webcómic africano, coeditado con Almo y  Kangol (Camerún)  y Pahé (Gabón), 2005 y 2006.
- Las aventuras de Bito, Boli y Mustaphá publicado por el Instituto Cultural de Expresión Francesa (ICEF) y el Centro Cultural Hispano-Guineano, 2001.

Y en el ámbito audiovisual ha trabajado como animador en:
- Un día ví 10.000 elefantes, 2015.
- Anomalías eléctricas, 2010.
- Subvaloradas, sin ser vistas. Voces literarias de Guinea Ecuatorial, 2009.